# Sandi Thom

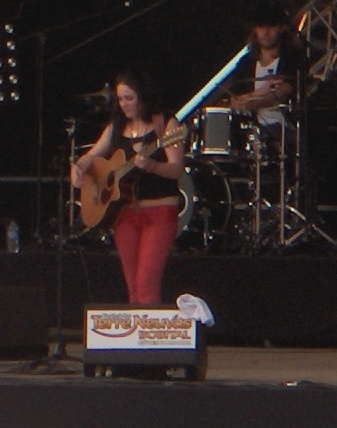

Sandi Thom (nascida a 11 de Agosto de 1981) é uma cantora folk natural de Banff na Escócia. Lançou o seu primeiro single em 2005 e recebeu uma grande dose de publicidade devido aos seus concertos por meio de webcam no seu site, dados desde sua casa em Tooting, bairro suburbano de Londres, em 2006.

## Discografia

### Álbuns
- Smile... It Confuses People (lançado a 5 de Junho de 2006)

### Singles
| Data de lançamento | Single                                                                 | UK Singles Chart | UK Download Chart | Álbum                       |
| ------------------ | ---------------------------------------------------------------------- | ---------------- | ----------------- | --------------------------- |
| 2005, 3 de Outubro | "I Wish I Was a Punk Rocker (With Flowers in My Hair)"                 | 55               | -                 |                             |
| 2006, 22 de Maio   | "I Wish I Was a Punk Rocker (With Flowers in My Hair)" (re-lançamento) | 1                | 1                 | Smile... It Confuses People |